# 데일 다이
데일 다이(Dale Dye, 1944년 10월 8일 ~ )는 미국의 배우이며, 베트남 전쟁에 참가했던 예비역 미국 해병대 대위이다.

## 출연 작품
- 미션임파서블
- 밴드 오브 브라더스
- 플래툰 - 해리스 대위 역
- BBC 클럽
- 7월 4일생 - 보병 대령 역
- 영혼은 그대 곁에 - 돈 역
- 네온의 왕국 - 해리스 대위 역
- 전쟁의 사상자들 - Capt. 힐 역
- 찰리 모픽 - 라디오 목소리 역
- 아파치 - A.K. 맥닐 역 (원안, 공동제작, 조연)
- 스나이퍼: 특수작전부대 - 잭슨 역

외 다수